# 王耀武
王 耀武（おう ようぶ、中国語: 王耀武; 拼音: Wáng Yàowŭ; ウェード式: Wang Yao-wu、1903年（清光緒29年） - 1968年7月3日）は、中華民国の軍人、中華人民共和国の政治家。字は佐民。山東省泰安府泰安県の人。

## 事績

### 国民革命軍での台頭
若い頃は天津のタバコ工場工員や上海のビスケット販売店店員を務めた経験を持つ。1924年（民国13年）、黄埔軍官学校第3期で入学し、翌年、第2次東征（陳炯明討伐）に従軍した。1926年（民国15年）1月、学校を卒業して国民革命軍に入隊する。北伐に従軍し、軍功により独立第32旅第1団団長にまで昇進した。1930年（民国19年）には中原大戦にも参戦している。
1932年（民国21年）6月、王耀武は中国共産党（紅軍）討伐に従事した。1933年（民国22年）9月、守備隊補充第1旅旅長に昇進し、1934年（民国23年）11月には、安徽省南部で方志敏率いる紅10軍団・紅7軍団と交戦、激戦の末に壊滅させている。1936年（民国25年）6月には王の部隊が第11師に拡充され、そのまま王が師長を務めた。同年8月、同師は第74軍第51師に番号を改められ、9月、王は陸軍少将の位を授与されている。

### 日中戦争での活躍
日中戦争（抗日戦争）が勃発すると、王耀武は部隊を率いて最前線で日本軍と戦うことになる。南京防衛戦、武漢会戦、第1次長沙会戦などに参戦した。1940年（民国29年）、第74軍軍長に昇進し上高会戦に参戦、ここで軍功をあげて国民政府から星形栄誉旗を授与されている。その後も第2次・第3次長沙会戦、浙贛会戦、鄂西会戦、常徳会戦などに参戦した。
1943年（民国32年）8月、王耀武は第5集団軍副総司令、翌1944年（民国33年）2月には第24集団軍総司令と昇進し、同年5月には長衡会戦に参戦している。1945年（民国34年）2月、陸軍中将に任ぜられ、翌月には陸軍総司令部第4方面軍司令官に抜擢、4月に湖南省西部（湘西）で日本軍を迎撃した。6月、中国国民党第6期中央執行委員に当選し、日中戦争終結後、長沙・衡陽で日本軍の降伏受諾を担当している。

### 国共内戦での敗北、晩年
1946年（民国35年）1月、王耀武は国民政府軍事委員会第2綏靖区中将司令官に任命され、10月には山東省政府主席兼保安司令にも就任した。1947年（民国36年）2月より中国人民解放軍を迎撃したが、1948年（民国37年）9月、済南戦役で敗北、捕虜とされてしまった。中華人民共和国建国後は思想改造を受け、1959年12月、特赦により釈放された。その後は中国人民政治協商会議全国委員会で文史資料研究委員会専員となり、1964年には政協第4期全国委員会委員に選出された。
1968年7月3日、北京市で病没。享年66。

## 注
1. ↑  徐主編（2007）、191頁と劉国銘主編（2005）、247頁による。郭（1999）、77頁は1904年とする。
2. ↑  郭（1999）、77-78頁
3. 1 2 3 4  徐主編（2007）、191頁。
4. ↑  郭（1999）、78-79頁
5. 1 2 3 4 5  劉国銘主編（2005）、247頁。
6. ↑  郭（1999）、80頁
7. ↑  郭（1999）、81-84頁
8. ↑  徐主編（2007）、191-192頁。
9. ↑  郭（1999）、86-88頁
10. ↑  徐主編（2007）、192頁。
11. ↑  郭（1999）、88-89頁